# Olympische Sommerspiele 1972/Leichtathletik – Speerwurf (Männer)
Der Speerwurf der Männer bei den Olympischen Spielen 1972 in München wurde am 2. und 3. September 1972 im Olympiastadion München ausgetragen. 23 Athleten nahmen teil.
Olympiasieger wurde Klaus Wolfermann aus der Bundesrepublik Deutschland. Die Silbermedaille gewann der sowjetische Werfer Jānis Lūsis, Bronze ging an den US-Amerikaner Bill Schmidt.
Für die Bundesrepublik Deutschland – offiziell Deutschland – ging neben Olympiasieger Wolfermann außerdem Günter Glasauer an den Start, der in der Qualifikation ausschied.

Die DDR wurde durch Manfred Stolle vertreten. Er erreichte das Finale und belegte dort Platz neun.

Der Schweizer Urs von Wartburg scheiterte in der Qualifikation.

Athleten aus Österreich und Liechtenstein nahmen nicht teil.

## Rekorde

### Bestehende Rekorde
| Weltrekord         | 93,80 m | Jānis Lūsis ( Sowjetunion) | Stockholm, Schweden            | 6. Juli 1972     |
| Olympischer Rekord | 90,10 m | Jānis Lūsis ( Sowjetunion) | Finale OS Mexiko-Stadt, Mexiko | 16. Oktober 1968 |

### Rekordverbesserung
Der bundesdeutsche Olympiasieger Klaus Wolfermann verbesserte den bestehenden olympischen Rekord im Finale am 3. September mit seinem fünften Wurf um 38 Zentimeter auf 90,48 m. Den Weltrekord verfehlte er damit um 3,32 m.

## Durchführung des Wettbewerbs
Die Athleten traten am 2. September in zwei Gruppen zu einer Qualifikationsrunde an. Sieben von ihnen – hellblau unterlegt – übertrafen die direkte Finalqualifikationsweite von 80,00 m. Damit war die Mindestanzahl von zwölf Finalteilnehmern nicht erreicht, sodass sich die Werfer mit den fünf nächstbesten Weiten – hellgrün unterlegt – für das Finale am 3. September qualifizierten.
In diesem Finale hatte jeder Werfer zunächst drei Versuche. Den besten acht Wettbewerbern standen anschließend weitere drei Würfe zur Verfügung.

## Zeitplan
2. September, 10:00 Uhr: Qualifikation

3. September, 15:30 Uhr: Finale

## Legende
Kurze Übersicht zur Bedeutung der Symbolik – so üblicherweise auch in sonstigen Veröffentlichungen verwendet:
| – | verzichtet |
| x | ungültig   |

## Qualifikation
Datum: 2. September 1972, ab 10:00 Uhr

### Gruppe A

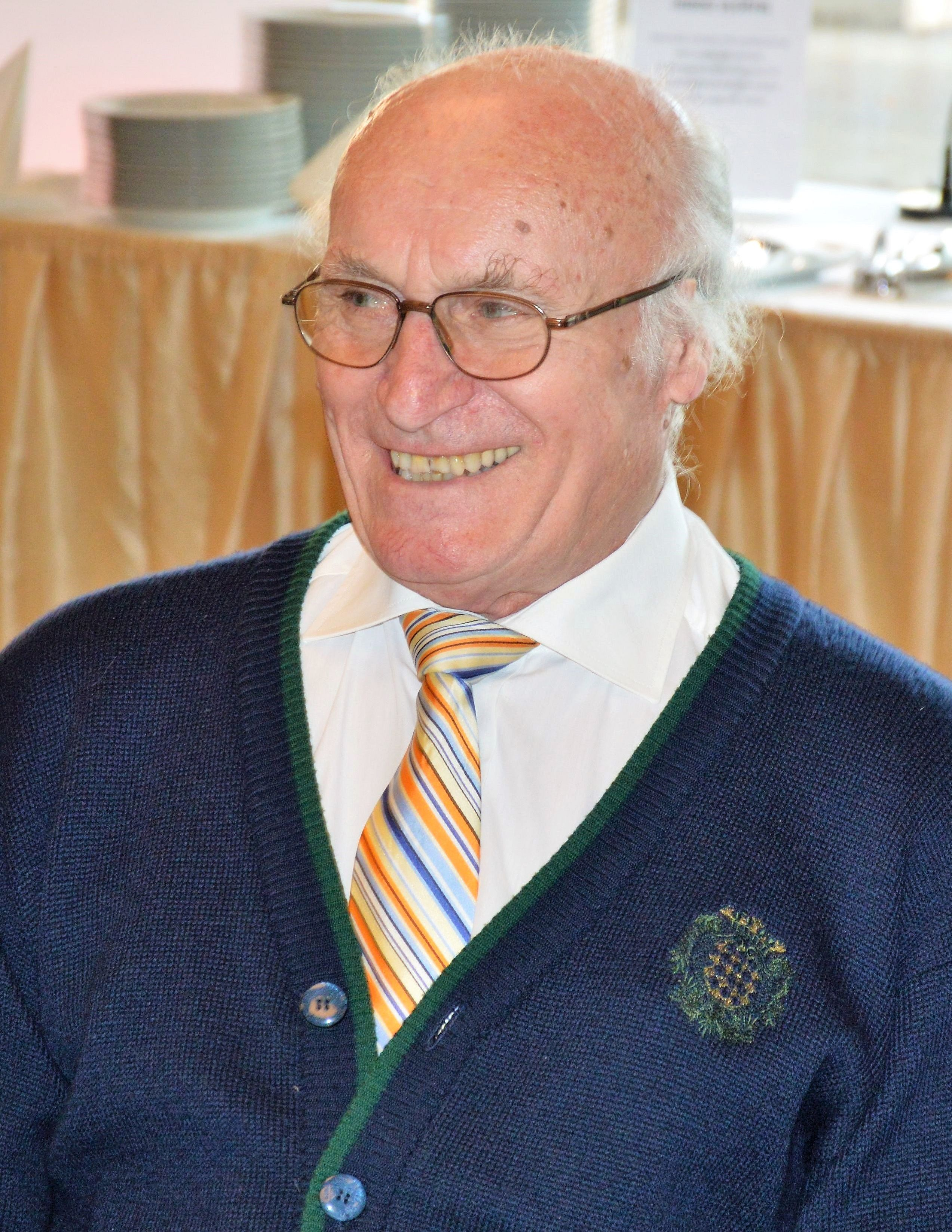
Der dreifache Gewinner olympischer Medaillen Gergely Kulcsár (1960/1968 jeweils Bronze und 1964 Silber) erreichte mit 77,24 m nicht das Finale

Der Pole Edmund Jaworski war aus Versehen für diesen Wettkampf gemeldet worden. Er war in München als Trainer der beiden polnischen Speerwerferinnen Ewa Gryziecka und Daniela Jaworska akkreditiert.
| Platz | Name                  | Nation         | 1. Versuch | 2. Versuch | 3. Versuch | Weite   | Anmerkung                                |
| ----- | --------------------- | -------------- | ---------- | ---------- | ---------- | ------- | ---------------------------------------- |
| 1     | Klaus Wolfermann      | BR Deutschland | 86,22 m    | –          | –          | 86,22 m |                                          |
| 2     | Hannu Siitonen        | Finnland       | 81,80 m    | –          | –          | 81,80 m |                                          |
| 3     | Fred Luke             | USA            | 81,34 m    | –          | –          | 81,34 m |                                          |
| 4     | Jorma Kinnunen        | Finnland       | 80,10 m    | –          | –          | 80,10 m |                                          |
| 5     | Bill Schmidt          | USA            | 75,28 m    | 75,90 m    | 78,96 m    | 78,96 m |                                          |
| 6     | Lolésio Tuita         | Frankreich     | 75,36 m    | 78,78 m    | 77,34 m    | 78,78 m |                                          |
| 7     | Bjørn Grimnes         | Norwegen       | x          | 77,54 m    | x          | 77,54 m |                                          |
| 8     | Gergely Kulcsár       | Ungarn         | x          | x          | 77,24 m    | 77,24 m |                                          |
| 9     | André Claude          | Kanada         | 75,56 m    | x          | x          | 75,56 m |                                          |
| 10    | Renzo Cramerotti      | Italien        | 71,12 m    | x          | x          | 71,12 m |                                          |
| 11    | Abdul Atif al-Qahtani | Saudi-Arabien  | x          | x          | 53,06 m    | 53,06 m |                                          |
| DNS   | Edmund Jaworski       | Polen          |            |            |            |         | versehentlich für den Wettkampf gemeldet |

### Gruppe B
| Platz | Name              | Nation         | 1. Versuch | 2. Versuch | 3. Versuch | Weite   |
| ----- | ----------------- | -------------- | ---------- | ---------- | ---------- | ------- |
| 1     | Jānis Lūsis       | Sowjetunion    | 82,92 m    | –          | –          | 82,92 m |
| 2     | Miklós Németh     | Ungarn         | 70,90 m    | 81,78 m    | –          | 81,78 m |
| 3     | Manfred Stolle    | DDR            | 80,78 m    | –          | –          | 80,78 m |
| 4     | Milt Sonsky       | USA            | 79,96 m    | 78,78 m    | 74,24 m    | 79,96 m |
| 5     | József Csík       | Ungarn         | 79,08 m    | x          | x          | 79,08 m |
| 6     | Rick Dowswell     | Kanada         | 66,54 m    | 72,52 m    | 77,42 m    | 77,42 m |
| 7     | Urs von Wartburg  | Schweiz        | 76,36 m    | x          | 76,20 m    | 76,36 m |
| 8     | Dave Travis       | Großbritannien | 74,68 m    | 70,10 m    | 74,30 m    | 74,68 m |
| 9     | Günter Glasauer   | BR Deutschland | x          | x          | 73,12 m    | 73,12 m |
| 10    | Jacques Ayé Abehi | Elfenbeinküste | 72,20 m    | x          | x          | 72,20 m |
| 11    | Donald Vélez      | Nicaragua      | x          | 63,74 m    | x          | 63,74 m |
| NM    | Leo Pusa          | Finnland       | x          | x          | x          | ogV     |

In Qualifikationsgruppe B ausgeschiedene Speerwerfer:

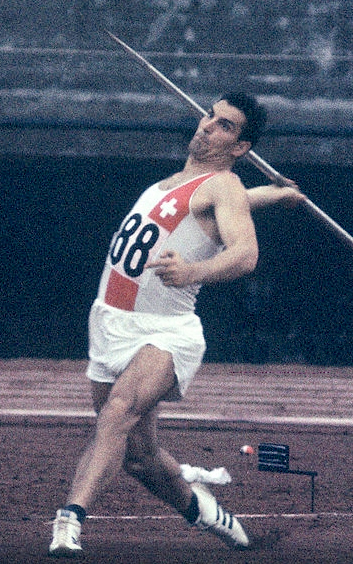
Urs von Wartburg – 76,36 m
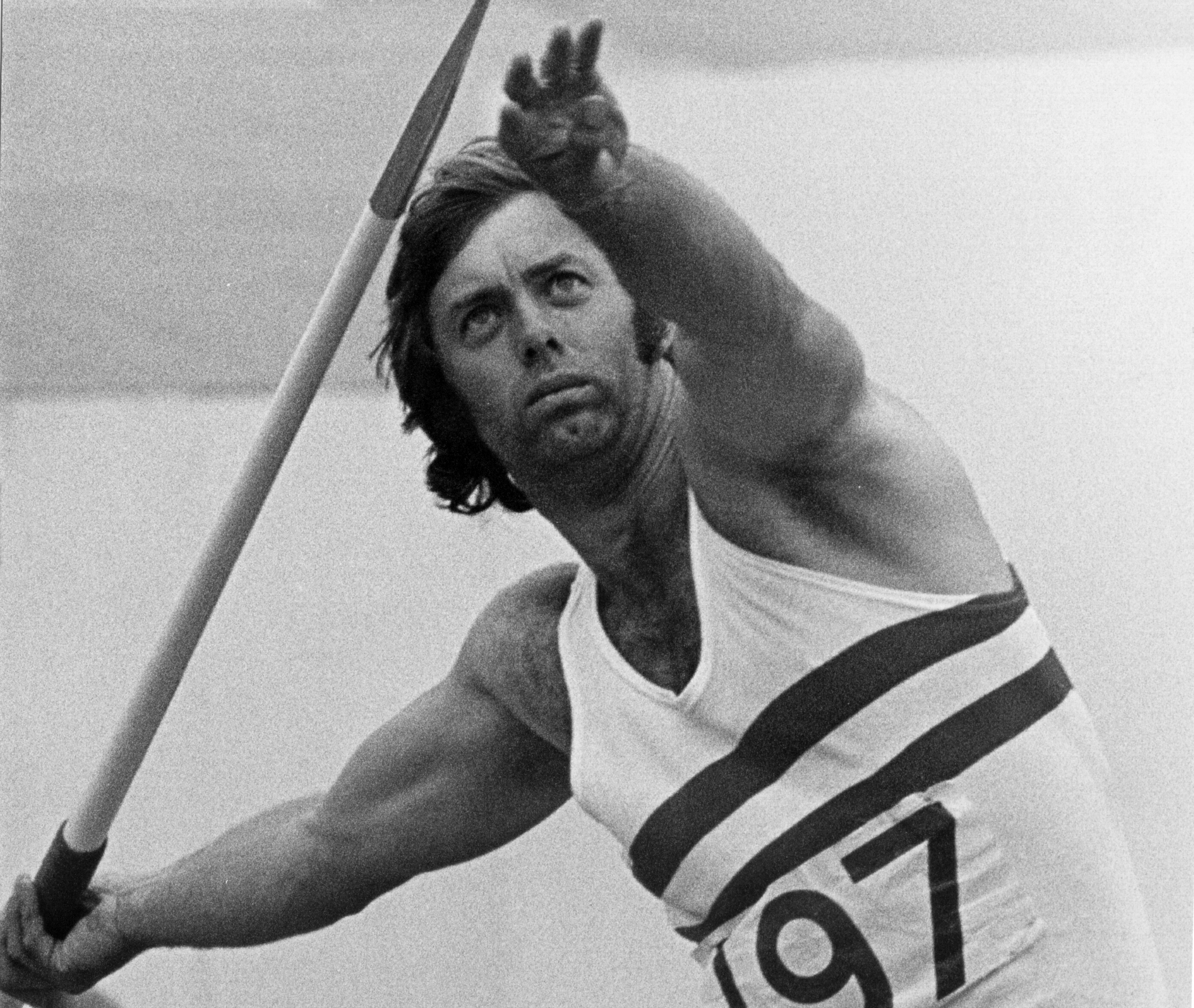
Dave Travis – 74,68 m
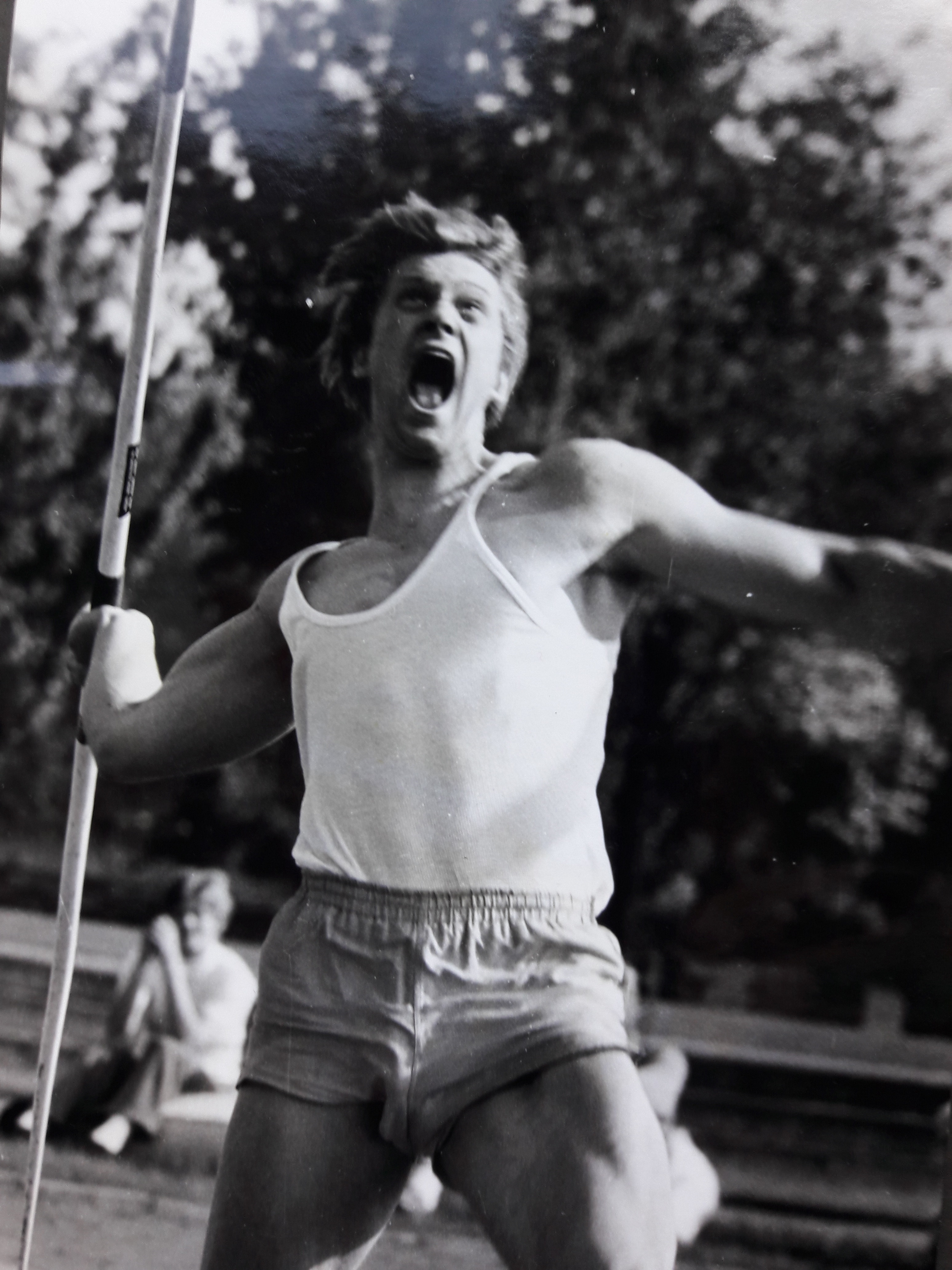
Günter Glasauer – 73,12 m

## Finale
Datum: 3. September 1972, 15:30 Uhr
| Platz | Name             | Nation         | 1. Versuch | 2. Versuch | 3. Versuch | 4. Versuch                             | 5. Versuch                             | 6. Versuch                             | Endresultat | Anmerkung |
| ----- | ---------------- | -------------- | ---------- | ---------- | ---------- | -------------------------------------- | -------------------------------------- | -------------------------------------- | ----------- | --------- |
| 1     | Klaus Wolfermann | BR Deutschland | 86,68 m    | 85,14 m    | x          | 88,40 m                                | 90,48 m OR                             | 84,70 m                                | 90,48 m     | OR        |
| 2     | Jānis Lūsis      | Sowjetunion    | 88,88 m    | x          | 89,54 m    | x                                      | 81,66 m                                | 90,46 m                                | 90,46 m     |           |
| 3     | Bill Schmidt     | USA            | 75,96 m    | 84,92 m    | x          | 79,92 m                                | 84,12 m                                | x                                      | 84,92 m     |           |
| 4     | Hannu Siitonen   | Finnland       | 84,32 m    | x          | x          | x                                      | x                                      | x                                      | 84,32 m     |           |
| 5     | Bjørn Grimnes    | Norwegen       | 71,86 m    | 82,38 m    | 83,08 m    | x                                      | x                                      | x                                      | 83,08 m     |           |
| 6     | Jorma Kinnunen   | Finnland       | x          | 82,08 m    | 75,76 m    | x                                      | x                                      | 77,60 m                                | 82,08 m     |           |
| 7     | Miklós Németh    | Ungarn         | 80,80 m    | 81,98 m    | 78,58 m    | 81,88 m                                | x                                      | 81,40 m                                | 81,98 m     |           |
| 8     | Fred Luke        | USA            | 66,64 m    | x          | 80,06 m    | 79,70 m                                | 71,46 m                                | x                                      | 80,06 m     |           |
|       |                  |                |            |            |            |                                        |                                        |                                        |             |           |
| 9     | Manfred Stolle   | DDR            | x          | x          | 79,32 m    | nicht im Finale der besten acht Werfer | nicht im Finale der besten acht Werfer | nicht im Finale der besten acht Werfer | 79,32 m     |           |
| 10    | Milt Sonsky      | USA            | 77,62 m    | 77,94 m    | 72,38 m    | nicht im Finale der besten acht Werfer | nicht im Finale der besten acht Werfer | nicht im Finale der besten acht Werfer | 77,94 m     |           |
| 11    | Lolésio Tuita    | Frankreich     | 76,34 m    | x          | 69,38 m    | nicht im Finale der besten acht Werfer | nicht im Finale der besten acht Werfer | nicht im Finale der besten acht Werfer | 76,34 m     |           |
| 12    | József Csík      | Ungarn         | 75,52 m    | 76,14 m    | x          | nicht im Finale der besten acht Werfer | nicht im Finale der besten acht Werfer | nicht im Finale der besten acht Werfer | 76,14 m     |           |

Als Topfavorit galt der sowjetische Olympiasieger von 1968 und Weltrekordinhaber Jānis Lūsis aus Lettland, u. a. auch Europameister der letzten vier EM-Austragungen. Der bundesdeutsche Werfer Klaus Wolfermann hatte kurz vor den Spielen mit 90,68 m Platz 2 der Weltjahresbestenliste erreicht und galt als Hauptkonkurrent des Letten.
Das Finale wurde zu einem Zweikampf zwischen den beiden favorisierten Werfern. Der Bronzemedaillengewinner lag am Ende mehr als fünfeinhalb Meter zurück. Lūsis übernahm in der ersten Runde mit 88,88 m die Führung, hinter ihm lagen Wolfermann – 86,68 m – und der Finne Hannu Siitonen – 84,32 m, dem in der Folgezeit kein gültiger Versuch mehr gelingen sollte. Der US-Athlet Bill Schmidt zog im zweiten Durchgang mit 84,92 m an dem Finnen vorbei. Die nächsten beiden Runden brachten keine Veränderungen in den vorderen Platzierungen. Im fünften Versuch erreichte Wolfermann mit seinem besten Wurf die neue Olympiarekordweite von 90,48 m. Lūsis letzter Versuch übertraf ebenfalls deutlich sichtbar die 90-Meter-Marke und mit großer Spannung warteten die Zuschauer auf das Ergebnis der Weitenmessung. Mit 90,46 m lag das Resultat lediglich zwei Zentimeter unter Wolfermanns erzieltem Ergebnis.
Damit waren die Medaillen verteilt. Klaus Wolfermann wurde Olympiasieger, die Silbermedaille ging an Jānis Lūsis und Bill Schmidt gewann mit seinem Wurf aus Durchgang zwei die Bronzemedaille.
Klaus Wolfermann war der erste bundesdeutsche Olympiasieger im Speerwurf – Gerhard Stöck hatte 1936 als Teilnehmer für das damals ungeteilte Deutschland die Goldmedaille gewonnen.

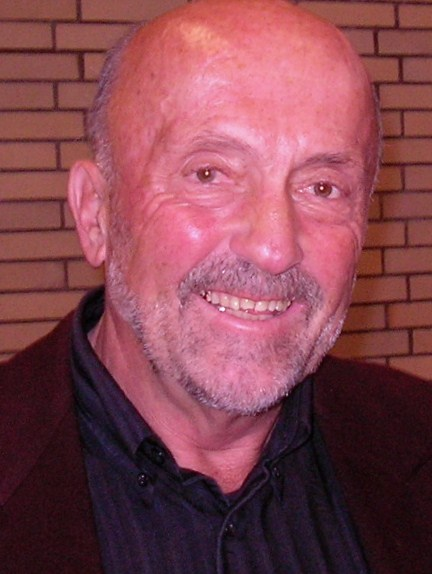
Klaus Wolfermann (Foto: 2011) – Olympiasieger mit dem knappst möglichen Vorsprung von zwei Zentimetern
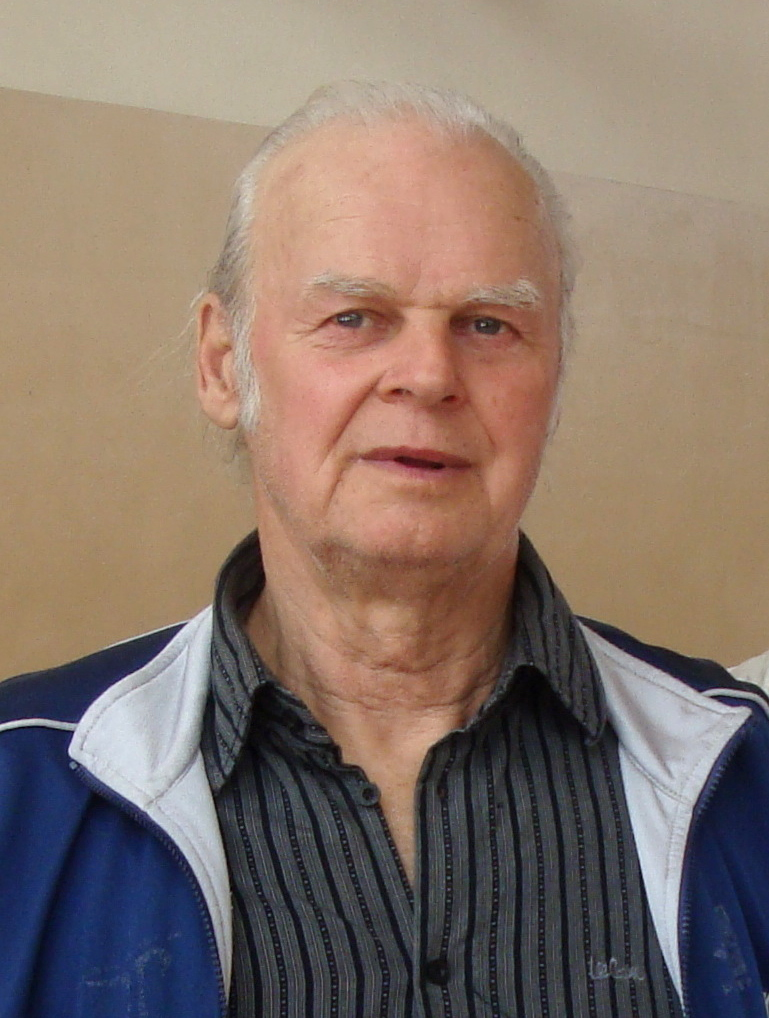
Silber gab es für den Sieger von 1968 Janis Lusis (hier im Jahr 2011)
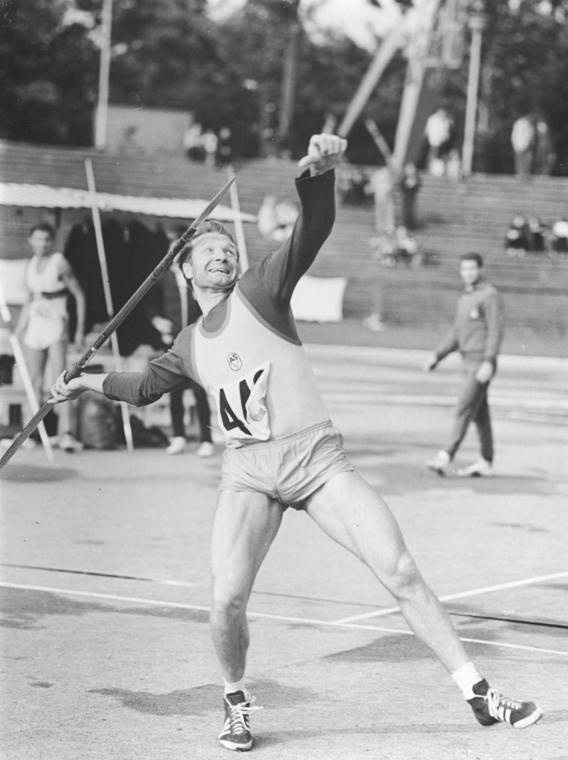
Der neuntplatzierte Manfred Stolle

## Video
- Klaus Wolfermann vs. Janis Lusis - 1972 Olympics javelin throw final, youtube.com, abgerufen am 4. Dezember 2017